# DOUBLES BEST
『DOUBLES BEST』（ダブルス ベスト）は、スキマスイッチのセルフカバー・アルバム。

## 解説
5thアルバム『musium』までの楽曲を対象としたファン投票（1月19日～3月18日まで）によって選出された楽曲で構成されている。それら全曲を2人だけでリアレンジ、レコーディングを行った。
初回生産限定盤A（DVD + ボーナスCD付）・同B（ボーナスCD付）・通常盤の3種同時発売。初回盤のCDはBlu-spec CD仕様(ボーナスCDは通常仕様)である。2018年のユニバーサルミュージック移籍時に「スキマスイッチ」までのアルバムと一緒に再発されている。初回生産限定盤には応募者全員プレゼントの「スペシャルDVD」応募シートが封入された。また、対象店舗で購入すると「スキマスイッチ直筆メッセージ入り特製アナザージャケット」を先着でプレゼントされた。
スキマスイッチ10thプロジェクト「ふたりと、みんなで作るTVCM」により、抽選によって選ばれたファンとスキマスイッチによるCM撮影が行われた。
第54回日本レコード大賞で企画賞を受賞。ミュージック・ジャケット大賞2013にアルバム部門でノミネートされた。

### ボーナスCDについて
『musium』以降に発売されたシングル「ラストシーン」「ユリーカ」の2曲が収録されている（ともにシングルに収録されたものと同一音源）。
メンバーの2人はこのボーナスCDについて否定的な立場をとっていた。大きな理由として、上記2曲はリクエスト対象外であること、シングル音源は外部ミュージシャンが多数参加しているため、「ファンからのリクエストで選ばれた楽曲を、二人だけでリアレンジ・再録する」というアルバムのコンセプトが崩れてしまうことが挙げられている。しかし、上記2曲をたくさんの人に聴いてほしいという想いもあり、悩んだ末、ボーナスCDとして収録することになった。
その代わりとして、「ボーナスCDには『かっこいいジャケットなんてもの』を作らず、メンバーの想いをジャケットに綴ること」が条件として出された。よって、ボーナスCDのジャケットは、ボーナスディスク封入の経緯についてのメンバーの率直なメッセージが綴られたものになっている。
- スキマスイッチのメッセージ全文。

| 「 | まず始めに、なんというか、はっきり言ってしまうと、僕たちはこのCDを同封したくなかった。でもこう言い切ってしまうとものすごく乱暴に聞こえるだろう。それを今から長々と説明していこうと思う。 どうか面倒くさがらずに少々お付き合い頂きたい。 そもそも今回のセルフカバーベストアルバム「DOUBLES BEST」というのは、ファンのみんなに今までのスキマスイッチの楽曲の中からリクエストを募り、それを2人だけでリアレンジ・再録音して収録するというのが端っからのコンセプト。 したがって、「ラストシーン」と「ユリーカ」という2曲は時期的にもリクエスト対象には含まれない楽曲であって、 さらに今回の制作コンセプト＝2人だけで全て完結させるという点からも外れてしまうため、このCD自体なんだか納得いかないなぁといった具合だ。 しかしながら、打ち合わせを重ねるごとにスタッフはこう言ってくる。 「これはぜひ入れたい」「いや、入れるべきだ」 非常にビジネスちっく。 僕たちはというと口を揃えて 「それはないよ、だってコンセプト自体がブレちゃうじゃん」と反対の嵐。 スタッフの言っている事は解る。でもビジネスに偏るなんてまっぴらごめんだ。 僕らのやっている事は確かにビジネスかもしれない。 でもビジネスマンであることよりも前に、僕らはただただ音楽が好きな音楽家でありたい。もちろん僕たちもこの「ラストシーン」と「ユリーカ」という2つの楽曲を心から愛している。 たくさんの人にこの2曲を聴いてもらいたい気持ちだって一緒だ。 でもコンセプトから外れてしまう。そこが複雑なのだ。 僕たちはまず作品を作る側の人間として毎回"譲れないこだわり"というものを持って全力で挑んでいる。だからこそ、今回このボーナスCDを入れるにあたって随分悩んだ。とにかく悩んだ末、このような形で同封することになった。 ただその代わりかっこいいジャケットなんてものを作らず、ジャケットに僕たちの本当の想いを綴らせてもらう。 それが条件。 そしてそれをみんなに伝えられた今、思いのほか僕たちはすっきりしている。 ここまできたら、もう何も気にせずこの2曲をみんなに楽しんでもらいたい。 このアルバムを聴いてくれたみんな本当にどうもありがとう。 シングルを聴いてくれたみんな本当にどうもありがとう。 そして少し遅れてこういう形でこの2曲を聴いてくれたみんな……ありがとう。 僕たちはカップリングももちろんこだわって作っている。 機会があればカップリングの曲たちもぜひ聴いてみてもらいたい。 最後に。 これからもスキマスイッチは自分たちに正直に音楽活動を続けていきたいと思います。 僕たちの真っ直ぐな想いが、少しでも伝わったらいいなぁなんて思ってるぜ‼ 2012年 7月某日 スキマスイッチ 大橋卓弥 常田真太郎 | 」 |

歌詞カード裏面のイラストにあるメッセージ
| 「 | スキマスイッチの楽曲は 2人で心血注いで作っている だからやっぱり… 聴いてほしいのだ | 」 |

## 収録曲
| 全作詞・作曲: スキマスイッチ。 |                                 |                |                |      |
| #                              | タイトル                        | 作詞           | 作曲・編曲     | 時間 |
| 1.                             | 「全力少年」                    | スキマスイッチ | スキマスイッチ | 4:08 |
| 2.                             | 「アイスクリーム シンドローム」 | スキマスイッチ | スキマスイッチ | 5:00 |
| 3.                             | 「ふれて未来を」                | スキマスイッチ | スキマスイッチ | 4:35 |
| 4.                             | 「藍」                          | スキマスイッチ | スキマスイッチ | 4:33 |
| 5.                             | 「螺旋」                        | スキマスイッチ | スキマスイッチ | 6:03 |
| 6.                             | 「ボクノート」                  | スキマスイッチ | スキマスイッチ | 5:19 |
| 7.                             | 「雫」                          | スキマスイッチ | スキマスイッチ | 4:38 |
| 8.                             | 「晴ときどき曇」                | スキマスイッチ | スキマスイッチ | 6:31 |
| 9.                             | 「view」                        | スキマスイッチ | スキマスイッチ | 4:26 |
| 10.                            | 「ガラナ」                      | スキマスイッチ | スキマスイッチ | 5:11 |
| 11.                            | 「奏（かなで）」                | スキマスイッチ | スキマスイッチ | 5:29 |
| 12.                            | 「ただそれだけの風景」          | スキマスイッチ | スキマスイッチ | 5:20 |
| 合計時間:                      | 合計時間:                       | 61:13          |                |      |

| 全作詞・作曲: スキマスイッチ。 |                  |                |                |      |
| #                              | タイトル         | 作詞           | 作曲・編曲     | 時間 |
| 1.                             | 「ラストシーン」 | スキマスイッチ | スキマスイッチ | 6:19 |
| 2.                             | 「ユリーカ」     | スキマスイッチ | スキマスイッチ | 3:56 |
| 合計時間:                      | 合計時間:        | 10:15          |                |      |

## 楽曲解説
1. 全力少年
  - 初出：5thシングル（2005年4月20日）
  - ファン投票順位：3位
  - NTT DoCoMo関西 TV-CMソング
  - 日本テレビ系全国ネット『音楽戦士 MUSIC FIGHTER』2005年4月オープニングテーマ
  - 東宝配給映画『ラフ ROUGH』挿入歌
  - OVA『東京マーブルチョコレート 全力少年編』主題歌
2. アイスクリーム シンドローム
  - 初出：13thシングル（2010年7月7日）
  - ファン投票順位：7位　
  - 『劇場版ポケットモンスター ダイヤモンド&パール 幻影の覇者 ゾロアーク』主題歌
3. ふれて未来を
  - 初出：3rdシングル（2004年6月16日）
  - ファン投票順位：5位
  - TBS系TV全国ネット『日立 世界・ふしぎ発見!』エンディングテーマ
  - 東宝配給映画『ラフ ROUGH』挿入歌
4. 藍
  - 初出：3rdアルバム『夕風ブレンド』（2006年11月29日）
  - ファン投票順位：2位
5. 螺旋
  - 初出：1stアルバム『夏雲ノイズ』（2004年6月23日）
  - ファン投票順位：6位
6. ボクノート
  - 初出：7thシングル（2006年3月1日）
  - ファン投票順位：4位　
  - 全国東宝系公開アニメ映画『ドラえもん のび太の恐竜2006』主題歌
7. 雫
  - 初出：11thシングル「虹のレシピ」（2009年5月20日）
  - ファン投票順位：12位
  - NHK教育テレビ アニメ『獣の奏者 エリン』オープニングテーマ
8. 晴ときどき曇
  - 初出：15thシングル（2011年9月14日）
  - ファン投票順位：9位　
  - 「花王アタックNeo」CMソング
9. view
  - 初出：1stシングル（2003年7月9日）
  - ファン投票順位：11位
  - NHK-BS2『真夜中の王国』2003年7月オープニングテーマ
10. ガラナ
  - 初出：8thシングル（2006年8月16日）
  - ファン投票順位：8位
  - 映画『ラフ ROUGH』主題歌
11. 奏（かなで）
  - 初出：2ndシングル（2004年3月10日）
  - ファン投票順位：1位
  - 東宝配給映画『ラフ ROUGH』挿入歌
  - フジテレビ系「4夜連続ドラマ『卒うた』第3夜」主題歌
12. ただそれだけの風景
  - 初出：ミニアルバム『君の話』（2003年9月17日）
  - ファン投票順位：10位

## 初回特典DVD収録内容
1. DOUBLES BEST Recording Diary[2]

## スペシャルDVD収録内容
1. 『奏 (かなで)』(DOUBLES Version) Music Video
このPVの撮影の様子はニコニコ動画で生中継された。
2. 『view』(DOUBLES Version)
3. 『さみしくとも明日を待つ』(DOUBLES Version) 
#2と#3は新宿LOFTで撮影されたものであり、#2はCDの音源と同じもの。

## 演奏
1. 全力少年
  - 大橋卓弥：Vocal, Chorus, Acoustic Guitar
  - 常田真太郎：Piano
2. アイスクリーム シンドローム
  - 大橋卓弥：Vocal, Chorus, Acoustic Guitar, Drums
  - 常田真太郎：Piano, Other Instruments
3. ふれて未来を
  - 大橋卓弥：Vocal
  - 常田真太郎：Piano
4. 藍
  - 大橋卓弥：Vocal, Piano (STEINWAY & SONS)
  - 常田真太郎：Piano (Bosendorfer), Organ
5. 螺旋
  - 大橋卓弥：Vocal, Chorus, Electric Guitar, Bass
  - 常田真太郎：Piano, Other Instruments
6. ボクノート
  - 大橋卓弥：Vocal, Chorus
  - 常田真太郎：Rhodes
7. 雫
  - 大橋卓弥：Vocal
  - 常田真太郎：Piano
8. 晴ときどき曇
  - 大橋卓弥：Vocal, Chorus, Acoustic Guitar, Drums, Percussions, Hand Clap
  - 常田真太郎：Wurlitzer, 鍵盤ハーモニカ , Percussions, Hand Clap
9. view
  - 大橋卓弥：Vocal, Acoustic Guitar
  - 常田真太郎：Piano, Chorus
10. ガラナ
  - 大橋卓弥：Vocal, Chorus, Electric Guitar, Bass, Drums, Cowbell
  - 常田真太郎：Piano, Other Instruments
11. 奏 (かなで)
  - 大橋卓弥：Vocal, Acoustic Guitar
  - 常田真太郎：Piano
12. ただそれだけの風景
  - 大橋卓弥：Vocal, Chorus, Acoustic Guitar, Bass, Drums
  - 常田真太郎：Piano, Wurlitzer, Other Instruments

*ボーナスCD参加ミュージシャン
1. ラストシーン
  - 大橋卓弥：Vocal, Chorus, Acoustic Guitar
  - 常田真太郎：Piano, Other Instruments
  - 小倉博和：Electric Guitar
  - 沖山優司：Bass
  - 河村“カースケ”智康：Drums
  - 松本智也：Percussions, Timpani
  - 弦一徹ストリングス：Strings
  - 本間将人：Tenor Sax
  - 田中充、Luis Valle ：Trumpet
  - 鹿討奏：Trombone
2. ユリーカ
  - 大橋卓弥：Vocal, Chorus, Acoustic Guitar
  - 常田真太郎：Piano, Other Instruments
  - 山本タカシ：Electric Guitar
  - 種子田健：Bass
  - 佐野康夫：Drums
  - 弦一徹ストリングス：Strings